# Спортивная набережная (Воронеж)
Спорти́вная на́бережная — улица в Воронеже на левом берегу Воронежского водохранилища, одна из семи набережных города. Административно относится к Левобережному и Железнодорожному районам города. Протяжённость — 1,5 км.
Набережная начинается у Чернавского моста, пересекает улицу Димитрова около Висячего моста. Заканчивается недалеко от Северного моста.

## Здания
- Дом № 4 (51°39′58″ с. ш. 39°14′45″ в. д.HGЯO) — одно из высоких жилых зданий Воронежа. Построено в конце XX века. На первом этаже расположены ресторан, сауна и отделение «Воронежрегионгаз».
- Дом № 15а (51°40′33″ с. ш. 39°14′35″ в. д.HGЯO) — Дворец подводного спорта.